# دان هانفورد
دان هانفورد (بالإنجليزية: Dan Hanford)‏ هو لاعب كرة قدم بريطاني، ولد في 6 مارس 1991 في سوانزي في المملكة المتحدة. لعب مع نادي فلوريانا ونادي كارلايل يونايتد ونادي هيرفورد.

## وصلات خارجية
- دان هانفورد على موقع قاعدة بيانات كرة القدم.إي يو (الإنجليزية)
- دان هانفورد على موقع Soccerbase.com (لاعب) (الإنجليزية)
- دان هانفورد على موقع Soccerway.com (الإنجليزية)